# Chapelle de la Trinité de Plumergat
Pour les articles homonymes, voir Chapelle de la Trinité.
La chapelle de la Trinité est située dans le bourg de Plumergat près de l'église Saint-Thuriau.

## Localisation
La chapelle est située dans le département français du Morbihan, sur la commune de Plumergat.

## Protection
La façade de la chapelle fait l'objet d'une inscription au titre des monuments historiques depuis 1925 ; l'inscription est étendue à l'ensemble de l'édifice par arrêté du 31 juillet 2015.

## Description
Chœur polygonal à trois pans, surmontés de frontons triangulaire (style Beaumanoir)
Larmiers et sablières avec de nombreuses sculptures variées  :
- animaux jouant de la cornemuse ;
- monstres fantastiques ;
- sirènes symbolisant la séduction ;
- singes symbolisant l'impudeur ;
- dragons représentant les forces du mal.

Une barrière de communion datée de 1640.
Nombreuses statues :
- Côté nord :
  - Vierge à l'enfant du XVe siècle;
  - Père éternel du XIXe siècle,
  - Saint Antoine le Grand ;
  - Saint Aignant.
- Côté sud :
  - Un évêque ;
  - Saint Vincent Ferrier ;
- Côté Ouest ;
  - Saint Adrien ;
  - Saint Joseph ;
  - Saint Corneille ou Cornely ;
  - Saint Augustin XIXe siècle.
- Chœur :
  - Saint Yves ;
  - Une Piéta ;
  - Des évêques.